# Analine
Albums de Mike Bloomfield
Live at the Old Waldorf
(1977) Mike Bloomfield
(1978)
Analine est un album enregistré en 1977 par Mike Bloomfield.
Mike Bloomfield explore un blues essentiellement acoustique passant du rag au gospel et rappelant pour certains morceaux le jeu des pionniers du blues. Bloomfield joue seul sur sept des neuf morceaux en s'occupant lui-même de tous les instruments : c'est donc lui qui joue le piano, la batterie  et différents dérivés de la guitare (banjo, ukulélé, tiple, mandoline) sur ces morceaux là. Il signe la plupart des morceaux. Il est accompagné sur le morceau éponyme de l'ancien chanteur d'Electric Flag, Nick Gravenites avec qui il collabore depuis longtemps.

## Musiciens
- Mike Bloomfield : guitare acoustique et électrique, banjo, basse, tiple, mandoline, ukulele, piano, orgue, voix

accompagné sur Analine de :
- Bob Jones : batterie, voix
- Nick Gravenites : voix, guitare
- Roger Troy : basse
- Mark Naftalin : piano
- Anna Rizzo : voix
- Marcia Ann Taylor : voix

## Titres

### Face A
1. « Peepin' An A Moanin' Blues » 2:38 (Mike Bloomfield)
2. « Mr Johnson And Mr Dunn » 2:52 (Mike Bloomfield)
3. « Frankie And Johnny » 4:06 (traditionnel)
4. « At The Cross » 4:34 (C. Jeter/L. Johnson)
5. « Big C Blues » 3:52 (Mike Bloomfield)

### Face B
1. « Hilo Waltz » 4:05 (Mike Bloomfield)
2. « Effinonna Rag » 4:29 (Mike Bloomfield)
3. « Mood Indigo » 5:18 (Duke Ellington)
4. « Analine » 5:34 (Nick Gravenites)